# خراییم
خورائیم یک روستا در ایران است که در دهستان یورتچی شرقی واقع شده‌است. خورائیم ۶۰ نفر جمعیت دارد.